# Унсайн, Эсекиэль
Луис Эсекиэль Унсайн (исп. Luis Ezequiel Unsain; родился 9 марта 1995 года, Вилья-Алькарас, профинция Энтре-Риос) — аргентинский футболист, вратарь клуба «Некакса».

## Биография
Унсайн начинал заниматься футболом в клубе «Унион Алькарас». В 2008 году стал игроком академии «Ньюэллс Олд Бойз». 17 августа 2015 года в матче против «Темперлея» он дебютировал в аргентинской Примере. 21 февраля в поединке против «Боки Хуниорс» Унсайн получил двойной перелом челюсти в результате столкновения с Карлосом Тевесом.
В начале 2017 года Эсекиэль перешёл в «Дефенсу и Хустисию». Сумма трансфера составила 370 тыс. евро. 11 декабря в матче против «Сан-Мартина» из Сан-Хуана он дебютировал за новую команду.
С 2018 года Унсайн стал твёрдым игроком основы в «Дефенсе». В сезоне 2018/19 помог своей команде впервые в её истории занять второе место в чемпионате Аргентины. Вместе с «Дефенсой» Унсайн участвовал в Кубке Либертадорес и Южноамериканском кубке. В 2020 году помог своей команде впервые в истории выиграть трофей, причём это был международный турнир — Южноамериканский кубок. Унсайн провёл все матчи «альконес» в этом розыгрыше.

## Титулы и достижения
- Вице-чемпион Аргентины (1): 2018/19
- Обладатель Южноамериканского кубка (1): 2020